# Université des îles Vierges
L'université des îles Vierges, en anglais University of the Virgin Islands, est une université située aux îles Vierges des États-Unis fondée en 1962 sous le nom de College of the Virgin Islands et a pris son nom actuel en 1986. Depuis cette date, elle est aussi membre de l'Association des Universités historiquement noires. Elle possède deux campus, situé à Sainte-Croix et Saint-Thomas.  Elle compte actuellement plus de deux mille étudiants et plus d'une centaine d'enseignants.

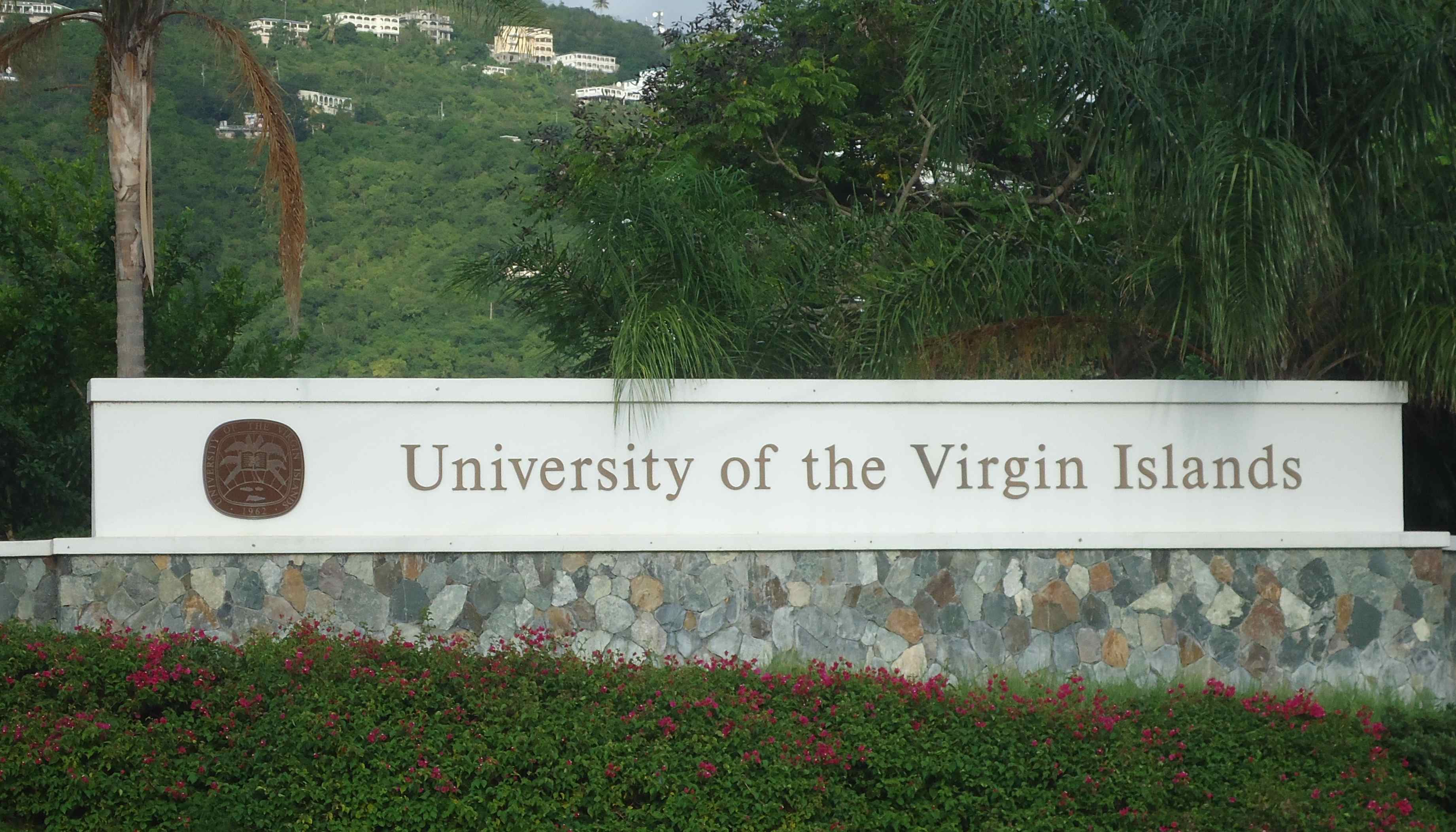
Entrée de l'université des îles Vierges.